# Kanton Saint-Géry
Kanton Saint-Géry (francouzsky Canton de Saint-Géry) je francouzský kanton v departementu Lot v regionu Midi-Pyrénées. Tvoří ho devět obcí.

## Obce kantonu
- Berganty
- Bouziès
- Cours
- Crégols
- Esclauzels
- Saint-Cirq-Lapopie
- Saint-Géry
- Tour-de-Faure
- Vers